# Ravine Sina
Die Ravine Sina ist ein kurzer Fluss an der Westküste von Dominica im Parish Saint George.

## Geographie
Die Ravine Sina entspringt bei Kings Hill am Rande des Stadtgebiets von Roseau. Der Kurze Fluss verläuft in einem tief eingeschnittenen kleinen Tal nach Südwesten, weitgehend parallel zur Ravine Melville und mündet nach wenigen hundert Metern im Gebiet von Newtown (Charlotte Valley) in das Karibische Meer.